# Плей-оф Ліги чемпіонів УЄФА 2012—2013
Ця стаття містить інформацію про стадію плей-оф Ліги чемпіонів УЄФА 2012—2013.
У плей-оф взяли участь 16 клубів, що зайняли перші два місця в групах на груповому етапі.
Вказаний час: до 30 березня — CET (UTC+1), після цього — CEST (UTC+2).

## Кваліфіковані команди
| Ключі   |
| ------- |
| Сіяні   |
| Несіяні |

| Група | Переможці         | Друге місце |
| ----- | ----------------- | ----------- |
| A     | Парі Сен-Жермен   | Порту       |
| B     | Шальке 04         | Арсенал     |
| C     | Малага            | Мілан       |
| D     | Боруссія          | Реал Мадрид |
| E     | Ювентус           | Шахтар      |
| F     | Баварія           | Валенсія    |
| G     | Барселона         | Селтік      |
| H     | Манчестер Юнайтед | Галатасарай |

## 1/8 фіналу
Жеребкування пройшло 20 грудня в Ньйоні. Перші матчі були зіграні 12, 13, 19 і 20 лютого, матчі відповіді — 5, 6, 12 і 13 березня 2013 року.
| Команда 1   | Заг. | Команда 2         | 1-й матч | 2-й матч |
| ----------- | ---- | ----------------- | -------- | -------- |
| Галатасарай | 4:3  | Шальке 04         | 1:1      | 3:2      |
| Селтік      | 0:5  | Ювентус           | 0:3      | 0:2      |
| Арсенал     | 3:3  | Баварія           | 1:3      | 2:0      |
| Шахтар      | 2:5  | Боруссія          | 2:2      | 0:3      |
| Мілан       | 2:4  | Барселона         | 2:0      | 0:4      |
| Реал Мадрид | 3:2  | Манчестер Юнайтед | 1:1      | 2:1      |
| Валенсія    | 2:3  | Парі Сен-Жермен   | 1:2      | 1:1      |
| Порту       | 1:2  | Малага            | 1:0      | 0:2      |

### Перші матчі
| 12 лютого 2013 20:45 |

| Селтік | 0 – 3           | Ювентус                           |
| ------ | --------------- | --------------------------------- |
|        | Протокол(англ.) | Матрі 3' Маркізіо 77' Вучинич 83' |

| Селтік Парк, Глазго Глядачів: 57 917 Арбітр: Альберто Ундіано Мальєнко (Іспанія) |

| 12 лютого 2013 20:45 |

| Валенсія | 1 – 2           | Парі Сен-Жермен         |
| -------- | --------------- | ----------------------- |
| Рамі 90' | Протокол(англ.) | Лавессі 10' Пасторе 43' |

| Месталья, Валенсія Глядачів: 36 000 Арбітр: Паоло Тальявенто (Італія) |

| 13 лютого 2013 20:45 |

| Шахтар             | 2 – 2           | Боруссія                       |
| ------------------ | --------------- | ------------------------------ |
| Срна 31' Коста 61' | Протокол(англ.) | Левандовський 41' Гуммельс 87' |

| Донбас Арена, Донецьк Глядачів: 49 050 Арбітр: Говард Вебб (Англія) |

| 13 лютого 2013 20:45 |

| Реал Мадрид | 1 – 1           | Манчестер Юнайтед |
| ----------- | --------------- | ----------------- |
| Роналду 30' | Протокол(англ.) | Велбек 20'        |

| Сантьяго Бернабеу Стедіум, Мадрид Глядачів: 79 429 Арбітр: Фелікс Брих (Німеччина) |

| 19 лютого 2013 20:45 |

| Порту        | 1 – 0           | Малага |
| ------------ | --------------- | ------ |
| Моутінью 56' | Протокол(англ.) |        |

| Ештадіу ду Драгау, Порту Глядачів: 42 209 Арбітр: Марк Клаттенбург (Англія) |

| 19 лютого 2013 20:45 |

| Арсенал       | 1 – 3           | Баварія                           |
| ------------- | --------------- | --------------------------------- |
| Подольскі 55' | Протокол(англ.) | Кроос 7' Мюллер 21' Манджукич 77' |

| Емірейтс Стедіум, Лондон Глядачів: 59 974 Арбітр: Свен Оддвар Моен (Норвегія) |

| 20 лютого 2013 20:45 |

| Галатасарай | 1 – 1           | Шальке 04 |
| ----------- | --------------- | --------- |
| Бурак 12'   | Протокол(англ.) | Джонс 45' |

| Тюрк Телеком Арена, Стамбул Глядачів: 50 734 Арбітр: Вільям Каллам (Шотландія) |

| 20 лютого 2013 20:45 |

| Мілан                   | 2 – 0           | Барселона |
| ----------------------- | --------------- | --------- |
| Боатенг 57' Мунтарі 81' | Протокол(англ.) |           |

| Сан Сіро, Мілан Глядачів: 79 532 Арбітр: Крейг Томсон (Шотландія) |

### Другі матчі
| 5 березня 2013 20:45 |

| Манчестер Юнайтед | 1 – 2           | Реал Мадрид            |
| ----------------- | --------------- | ---------------------- |
| Рамос 48' (аг)    | Протокол(англ.) | Модрич 66' Роналду 69' |

| Олд Траффорд, Манчестер Глядачів: 74 959 Арбітр: Джюнейт Чакир (Туреччина) |

Реал Мадрид переміг 3–2 за сумою двох матчів.
| 5 березня 2013 20:45 |

| Боруссія                               | 3 – 0           | Шахтар |
| -------------------------------------- | --------------- | ------ |
| Сантана 31' Гетце 37' Блащиковські 59' | Протокол(англ.) |        |

| Зігналь Ідуна Парк, Дортмунд Глядачів: 65 413 Арбітр: Дамир Скомина (Словенія) |

Боруссія перемогла 5–2 за сумою двох матчів.
| 6 березня 2013 20:45 |

| Парі Сен-Жермен | 1 – 1           | Валенсія  |
| --------------- | --------------- | --------- |
| Лавессі 66'     | Протокол(англ.) | Жонас 55' |

| Парк де Пренс, Париж Глядачів: 44 867 Арбітр: Милорад Мажич (Сербія) |

Парі Сен-Жермен переміг 3–2 за сумою двох матчів.
| 6 березня 2013 20:45 |

| Ювентус                   | 2 – 0           | Селтік |
| ------------------------- | --------------- | ------ |
| Матрі 24' Квальярелла 65' | Протокол(англ.) |        |

| Ювентус Стедіум, Турин Глядачів: 39 011 Арбітр: Фірат Айдінус (Туреччина) |

Ювентус переміг 5–0 за сумою двох матчів.
| 12 березня 2013 20:45 |

| Шальке 04                 | 2 – 3           | Галатасарай                        |
| ------------------------- | --------------- | ---------------------------------- |
| Нойштедтер 17' Бастос 63' | Протокол(англ.) | Алтинтоп 37' Бурак 42' Булут 90+5' |

| Фелтінс-Арена, Гельзенкірхен Глядачів: 54 142 Арбітр: Йонас Ерікссон (Швеція) |

Галасатарай переміг 4–3 за сумою двох матчів.
| 12 березня 2013 20:45 |

| Барселона                           | 4 – 0           | Мілан |
| ----------------------------------- | --------------- | ----- |
| Мессі 5', 40' Вілья 55' Альба 90+2' | Протокол(англ.) |       |

| Камп Ноу, Барселона Глядачів: 94 944 Арбітр: Віктор Кашшаї (Угорщина) |

Барселона перемогла 4–2 за сумою двох матчів.
| 13 березня 2013 20:45 |

| Малага                  | 2 – 0           | Порту |
| ----------------------- | --------------- | ----- |
| Іско 43' Санта-Крус 55' | Протокол(англ.) |       |

| Ла Росаледа, Малага Глядачів: 27 451 Арбітр: Нікола Ріццолі (Італія) |

Малага перемогла 2–1 за сумою двох матчів.
| 13 березня 2013 20:45 |

| Баварія | 0 – 2           | Арсенал              |
| ------- | --------------- | -------------------- |
|         | Протокол(англ.) | Жіру 3' Косельні 86' |

| Альянц Арена, Мюнхен Глядачів: 68 000 Арбітр: Павел Краловець (Чехія) |

Рахунок 3–3 за сумою двох матчів. Баварія перемогла за рахунок голів на виїзді.

## 1/4 фіналу
Жеребкування відбулося 15 березня. Перші матчі будуть зіграні 2 та 3 квітня, матчі відповіді — 9 та 10 квітня 2013 року.
| Команда 1       | Заг.    | Команда 2   | 1-й матч | 2-й матч |
| --------------- | ------- | ----------- | -------- | -------- |
| Малага          | 2:3     | Боруссія    | 0:0      | 2:3      |
| Реал Мадрид     | 5:3     | Галатасарай | 3:0      | 2:3      |
| Парі Сен-Жермен | 3:3 (ч) | Барселона   | 2:2      | 1:1      |
| Баварія         | 4:0     | Ювентус     | 2:0      | 2:0      |

### Перші матчі
| 2 квітня 2013 20:45 |

| Парі Сен-Жермен               | 2 – 2           | Барселона                 |
| ----------------------------- | --------------- | ------------------------- |
| Ібрагімович 79' Матюйді 90+4' | Протокол(англ.) | Мессі 38' Хаві 89' (пен.) |

| Парк де Пренс, Париж Глядачів: 45 336 Арбітр: Вольфганг Штарк (Німеччина) |

| 2 квітня 2013 20:45 |

| Баварія             | 2 – 0           | Ювентус |
| ------------------- | --------------- | ------- |
| Алаба 1' Мюллер 63' | Протокол(англ.) |         |

| Альянц Арена, Мюнхен Глядачів: 68 000 Арбітр: Марк Клаттенбург (Англія) |

| 3 квітня 2013 20:45 |

| Малага | 0 – 0           | Боруссія |
| ------ | --------------- | -------- |
|        | Протокол(англ.) |          |

| Ла Росаледа, Малага Глядачів: 28 548 Арбітр: Йонас Ерікссон (Швеція) |

| 3 квітня 2013 20:45 |

| Реал Мадрид                       | 3 – 0           | Галатасарай |
| --------------------------------- | --------------- | ----------- |
| Роналду 9' Бензема 29' Ігуаїн 73' | Протокол(англ.) |             |

| Сантьяго Бернабеу, Мадрид Глядачів: 76 462 Арбітр: Свен Оддвар Моен (Норвегія) |

### Другі матчі
| 9 квітня 2013 20:45 |

| Боруссія                                  | 3 – 2           | Малага                |
| ----------------------------------------- | --------------- | --------------------- |
| Левандовськи 40' Ройс 90+1' Сантана 90+3' | Протокол(англ.) | Хоакін 25' Елісеу 82' |

| Зігналь Ідуна Парк, Дортмунд Глядачів: 65 829 Арбітр: Крейг Томсон (Шотландія) |

Борусія перемогла 3–2 за сумою двох матчів.
| 9 квітня 2013 20:45 |

| Галатасарай                    | 3–2             | Реал Мадрид       |
| ------------------------------ | --------------- | ----------------- |
| Ебуе 57' Снейдер 70' Догба 72' | Протокол(англ.) | Роналду 7', 90+2' |

| Тюрк Телеком Арена, Стамбул Глядачів: 49 975 Арбітр: Стефан Ланнуа (Франція) |

Реал переміг 5–3 за сумою двох матчів.
| 10 квітня 2013 20:45 |

| Барселона | 1–1             | Парі Сен-Жермен |
| --------- | --------------- | --------------- |
| Педро 71' | Протокол(англ.) | Пасторе 50'     |

| Камп Ноу, Барселона Глядачів: 96 022 Арбітр: Бйорн Кейперс (Нідерланди) |

3–3 за сумою двох матчів. Барселона перемогла завдяки голам на виїзді.
| 10 квітня 2013 20:45 |

| Ювентус | 0–2             | Баварія                     |
| ------- | --------------- | --------------------------- |
|         | Протокол(англ.) | Манджукич 64' Пісарро 90+1' |

| Ювентус Стедіум, Турин Глядачів: 40 823 Арбітр: Карлос Веласко Карбальйо (Іспанія) |

Баварія перемогла 4–0 за сумою двох матчів.

## Півфінали
Жеребкування відбулося 12 квітня. Перші матчі будуть зіграні 23 та 24 квітня, матчі відповіді — 30 квітня та 1 травня 2013 року.
| Команда 1 | Заг. | Команда 2   | 1-й матч | 2-й матч |
| --------- | ---- | ----------- | -------- | -------- |
| Баварія   | 7:0  | Барселона   | 4:0      | 3:0      |
| Боруссія  | 4:3  | Реал Мадрид | 4:1      | 0:2      |

### Перші матчі
| 23 квітня 2013 20:45 |

| Баварія                              | 4 – 0           | Барселона |
| ------------------------------------ | --------------- | --------- |
| Мюллер 25', 82' Гомес 49' Роббен 73' | Протокол(англ.) |           |

| Альянц Арена, Мюнхен Глядачів: 68 000 Арбітр: Віктор Кашшаї (Угорщина) |

| 24 квітня 2013 20:45 |

| Боруссія                              | 4 – 1           | Реал Мадрид |
| ------------------------------------- | --------------- | ----------- |
| Левандовськи 8', 50', 55', 66' (пен.) | Протокол(англ.) | Роналду 43' |

| Зігналь Ідуна Парк, Дортмунд Глядачів: 65 829 Арбітр: Бйорн Кейперс (Нідерланди) |

### Другі матчі
| 30 квітня 2013 20:45 |

| Реал Мадрид           | 2 – 0           | Боруссія |
| --------------------- | --------------- | -------- |
| Бензема 83' Рамос 88' | Протокол(англ.) |          |

| Сантьяго Бернабеу, Мадрид Глядачів: 69 429 Арбітр: Говард Вебб (Англія) |

Боруссія перемогла 4–3 за сумою двох матчів.
| 1 травня 2013 20:45 |

| Барселона | 0 – 3           | Баварія                             |
| --------- | --------------- | ----------------------------------- |
|           | Протокол(англ.) | Роббен 49' Піке 72' (аг) Мюллер 76' |

| Камп Ноу, Барселона Глядачів: 95 877 Арбітр: Дамир Скомина (Словенія) |

Баварія перемогла 7–0 за сумою двох матчів.

## Фінал
Фінал відбудеться 25 травня на «Вемблі» в Лондоні.
| 25 травня 2013 20:45 |

| Боруссія            | 1 – 2 | Баварія                  |
| ------------------- | ----- | ------------------------ |
| Гюндоган 68' (пен.) |       | Манджукич 60' Роббен 89' |

| Вемблі, Лондон |